# 张江路站
张江路站位于上海浦东新区中科路张江路，为上海轨道交通13号线三期的地下车站。于2018年2月结构封顶，2018年12月30日启用。根據上海市规划和国土资源管理局的公示，车站设于上海浦东新区张江高科技园区，共设3个出入口。

## 车站结构

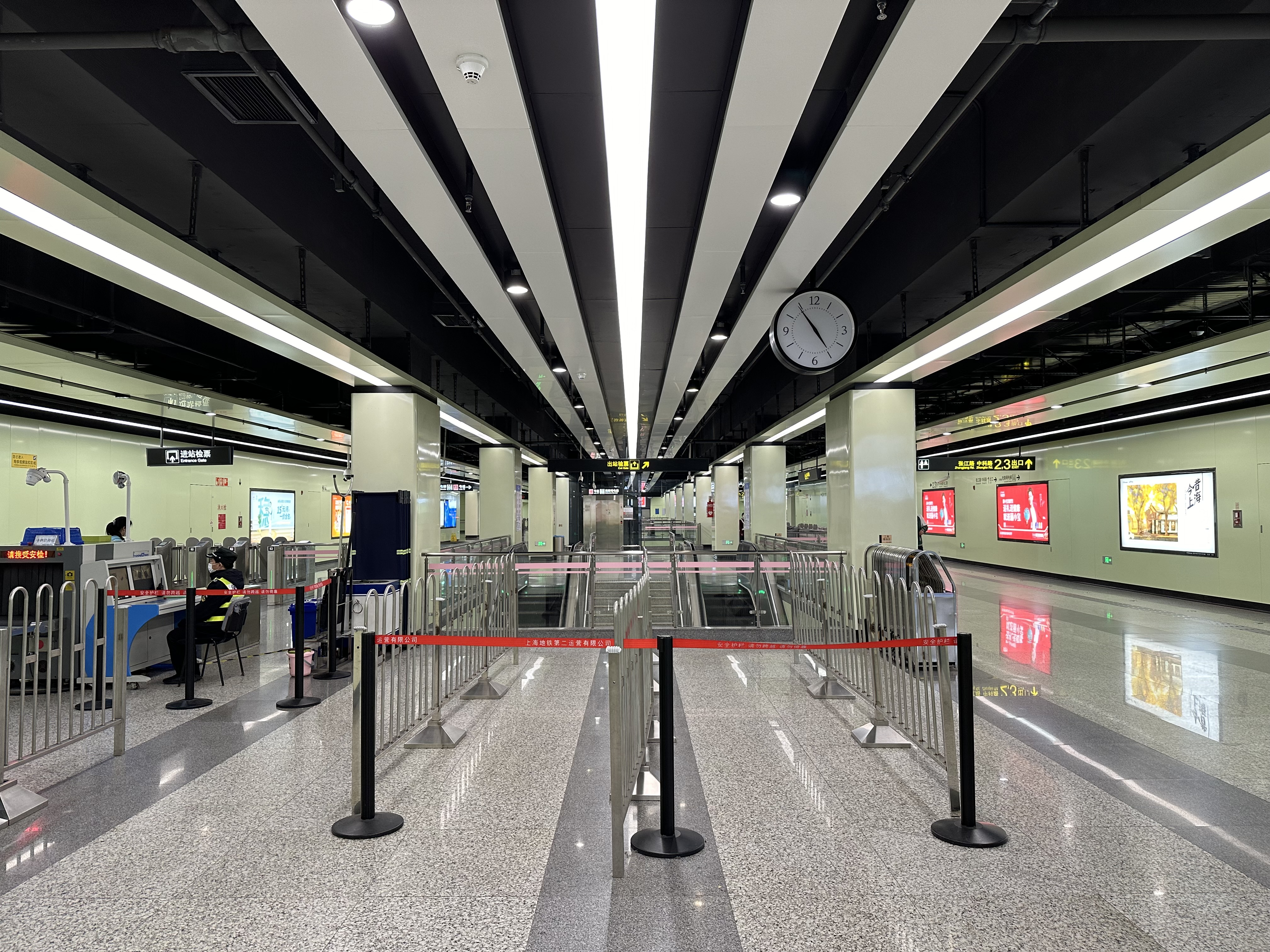
站厅

### 车站楼层
| 地面层   | 出入口             | 1-3出入口                        |  |  |
| 地下一层 | 站厅               | 票务服务、自动售票机、人工服务台 |  |  |
| 地下二层 | ①站台              | █ 13号线 往金运路（学林路）      |  |  |
|          | 岛式站台，左侧开门 |                                  |  |  |
|          | ②站台              | █ 13号线 终点站 落客站台         |  |  |

## 車站出口
张江路站共有3个出入口，各出入口如下所示：
| 出口编号            | 出口指示       | 照片 |
| ------------------- | -------------- | ---- |
| 1 · 出口 · （设有） | 中科路，张江路 |      |
| 2 · 出口            | 中科路         |      |
| 3 · 出口            | 中科路，张江路 |      |
| 图例： 设有         |                |      |